# Phyllonorycter lysimachiaeella
Phyllonorycter lysimachiaeella là một loài bướm đêm thuộc họ Gracillariidae. Loài này có ở Hoa Kỳ (Kentucky, Maine và New York).
Ấu trùng ăn Lysimachia lanceolata. Chúng ăn lá nơi chúng làm tổ.